# Sorcerer (Band)
Sorcerer ist eine schwedische Epic-Doom-Band aus Stockholm, die im Jahr 1988 gegründet wurde, sich 1992 auflöste und seit 2010 wieder aktiv ist.

## Geschichte
Die Band wurde im Jahr 1988 gegründet und bestand aus dem Bassisten Johnny Hagel, dem Schlagzeuger Tommy Karlsson und dem Gitarristen Peter Furulid. Im Jahr 1989 kamen der Sänger Anders Engberg und Mats Liedholm als zweiter Gitarrist zur Besetzung. Im selben Jahr nahm die Gruppe ihr erstes Demo Anno 1503 auf, von dem 1.500 Kopien abgesetzt wurden. Zudem spielte die Band zwei Auftritte in Stockholm, den ersten zusammen mit Count Raven sowie den zweiten auf einem Festival zusammen mit Gruppen wie Entombed, wobei dies die erste Show war, bei der sich die Band Entombed nannte, Carnage, Therion und Mezzrow. Im selben Jahr erschien zudem der Sampler Rockbox, auf dem Sorcerer mit dem Lied Born with Fire zu hören ist. 1990 kam Rickard Evensand als neuer Schlagzeuger zur Besetzung. 1992 nahm Sorcerer ihr zweites Demo The Inquisition auf, das unter anderem eine Demoversion des Rainbow-Liedes Stargazer enthält. Später im Jahr verließ Hagel die Band, um Tiamat beizutreten. Kurz darauf kam es zur Auflösung von Sorcerer. Laut Hagel war sein Ausstieg jedoch nicht der Grund für die Bandauflösung, sondern die fehlende Motivation und Zeitmangel der verbliebenen Bandmitglieder. 1995 entschied sich John Perez von Solitude Aeternus dazu, beide Demos als Kompilation bei seinem Label Brainticket Records zu veröffentlichen. Dies war die erste Veröffentlichung von Brainticket Records. Perez und Hagel kannten sich bereits seit dem ersten Sorcerer-Demo.
Im 2010 wurde Johnny Hagel von Oliver Weinsheimer vom deutschen Hammer of Doom Festival kontaktiert. Dieser bot der Band einen Platz auf dem Festival an. Sorcerer bestand nun neben Hagel und Engberg aus Freunden der beiden. Kristian Niemann und Ola Englund spielten die E-Gitarren und Robert Iversen das Schlagzeug. 2011 veröffentlichte Perez die Demos erneut, wobei diese neu gemastert worden waren. Hierauf sind als Bonus die drei bisher unveröffentlichten Lieder Wisdom, Northern Seas und At Dawn enthalten. Im selben Jahr spielte die Band auf dem Up the Hammers Festival in Athen. Zudem begannen die Arbeiten zum Debütalbum. 2012 verließ Englund die Band, um Six Feet Under beizutreten. Als Ersatz stieß Peter Hallgren hinzu. In der Folgezeit arbeitete die Band weiter am Album, ehe das aufgenommene Material vom Schlagzeuger Robert Iversen abgemischt und gemastert worden war. Gemastert wurde das Album von Jens Bogren, ehe es 2015 unter dem Namen In the Shadow of the Inverted Cross bei Metal Blade Records erschien.

## Stil
Laut Nadine Fiebig im Nuclear Blast Magazin ist Sorcerer im Vergleich zu anderen Epic-Doom-Bands wie Candlemass und Solitude Aeturnus relativ unbekannt, was an der geringen Anzahl an Veröffentlichungen und der langen Inaktivität liege. Gelegentlich höre man in den Liedern auf In the Shadow of the Inverted Cross Power-Metal-Parallelen wie bei King Diamond heraus. Auf dem Album höre man zudem eine „eindringliche[n] Stimme“ und „grabestönende[n] Gitarren“. Auch im Buch The Ultimate Hard Rock Guide Vol I – Europe wird die Musik von Sorcerer als Epic Doom im Stil von Solitude Aeturnus beschrieben. Auch Janne Stark zog in seinem Buch The Heaviest Encyclopedia of Swedish Hard Rock and Heavy Metal Ever! einen Vergleich zu Candlemass und Solitude Aeturnus, bezeichnete die Musik jedoch als progressiven Doom Metal. Im Interview mit Patrick Schmidt vom Rock Hard gab Johnny Hagel an, dass neben Solitude Aeturnus, Candlemass, Saint Vitus und Black Sabbath auch traditioneller Heavy Metal zu den Einflüssen zählt. Boris Kaiser stellte in derselben Ausgabe in der Rezension zum Album fest, dass die Grundlage der Lieder klassischer Doom Metal sei, man jedoch auch Einflüsse von Hard Rock und Heavy Metal heraus höre. Zudem verehre man Rainbow, wie es auch Veni Domine, vor allem auf dem Album Fall Babylon Fall, getan habe. Auch verarbeite man skandinavischen Melodic- und Power-Metal wie es auch bei Memory Garden und Memento Mori der Fall sei. Sorcerer erinnere außerdem mehrfach an Black Sabbath zur Zeit von Headless Cross. Frank Albrecht vom Deaf Forever beschreibt die Musik als Epic Doom für Candlemass- und Solitude-Aeturnus-Verehrer, der diese aber nicht stumpf kopiere, sondern eigene Akzente setze. Wegen der Demos habe die Band einen „Ruf wie Donnerhall“.

## Diskografie
- 1989: Sorcerer (Demo, Eigenveröffentlichung)
- 1992: The Inquisition (Demo, Eigenveröffentlichung)
- 1995: Sorcerer (Kompilation, Brainticket Records)
- 2004: Heathens from the North (Kompilation, Eat Metal Records)
- 2015: In the Shadow of the Inverted Cross (Album, Metal Blade Records)
- 2017: The Crowning of the Fire King (Album, Metal Blade Records)
- 2020: Lamenting of the Innocent (Album, Metal Blade Records)
- 2023: Reign of the Reaper (Album, Metal Blade Records)

## Galerie

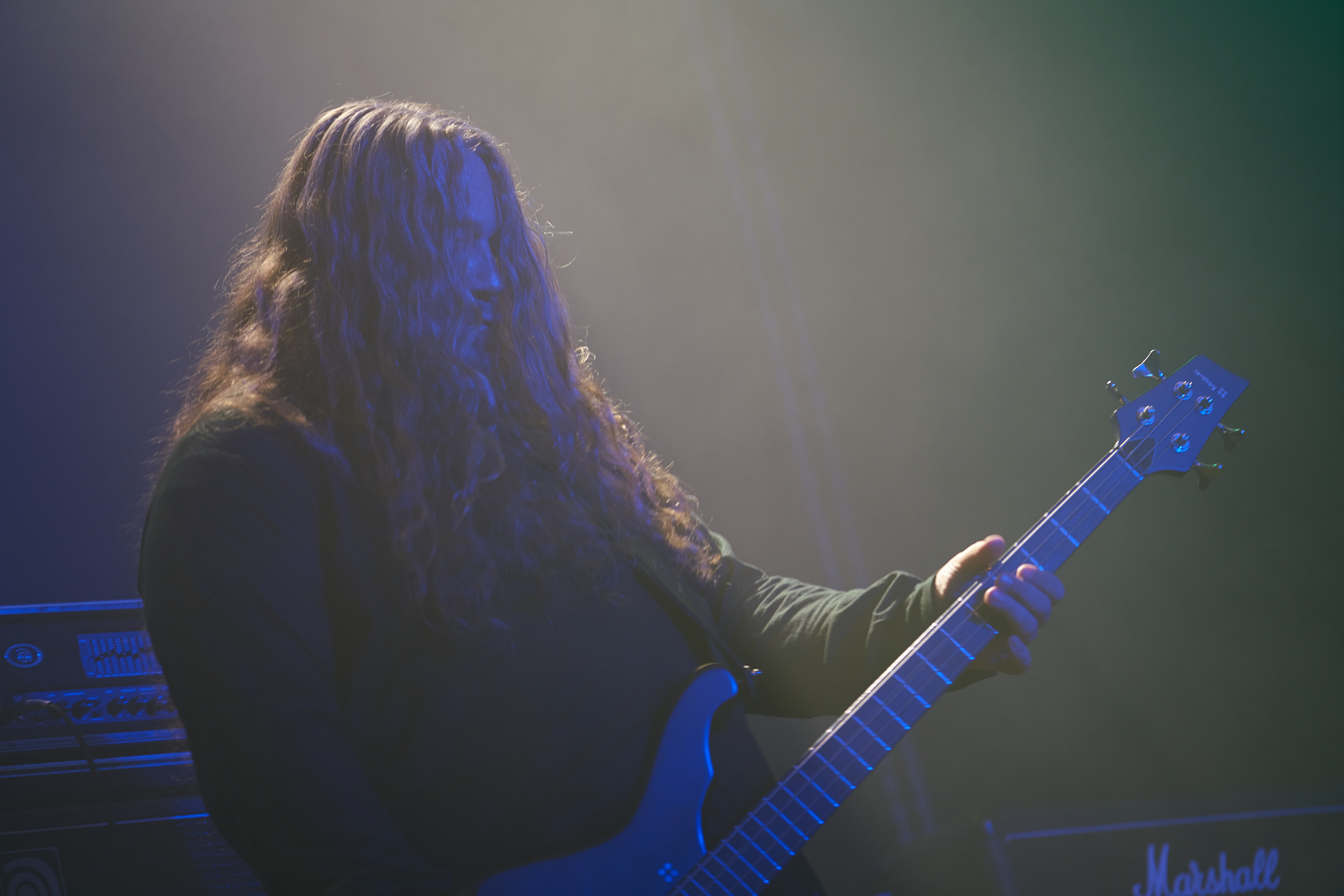
Johnny Hagel
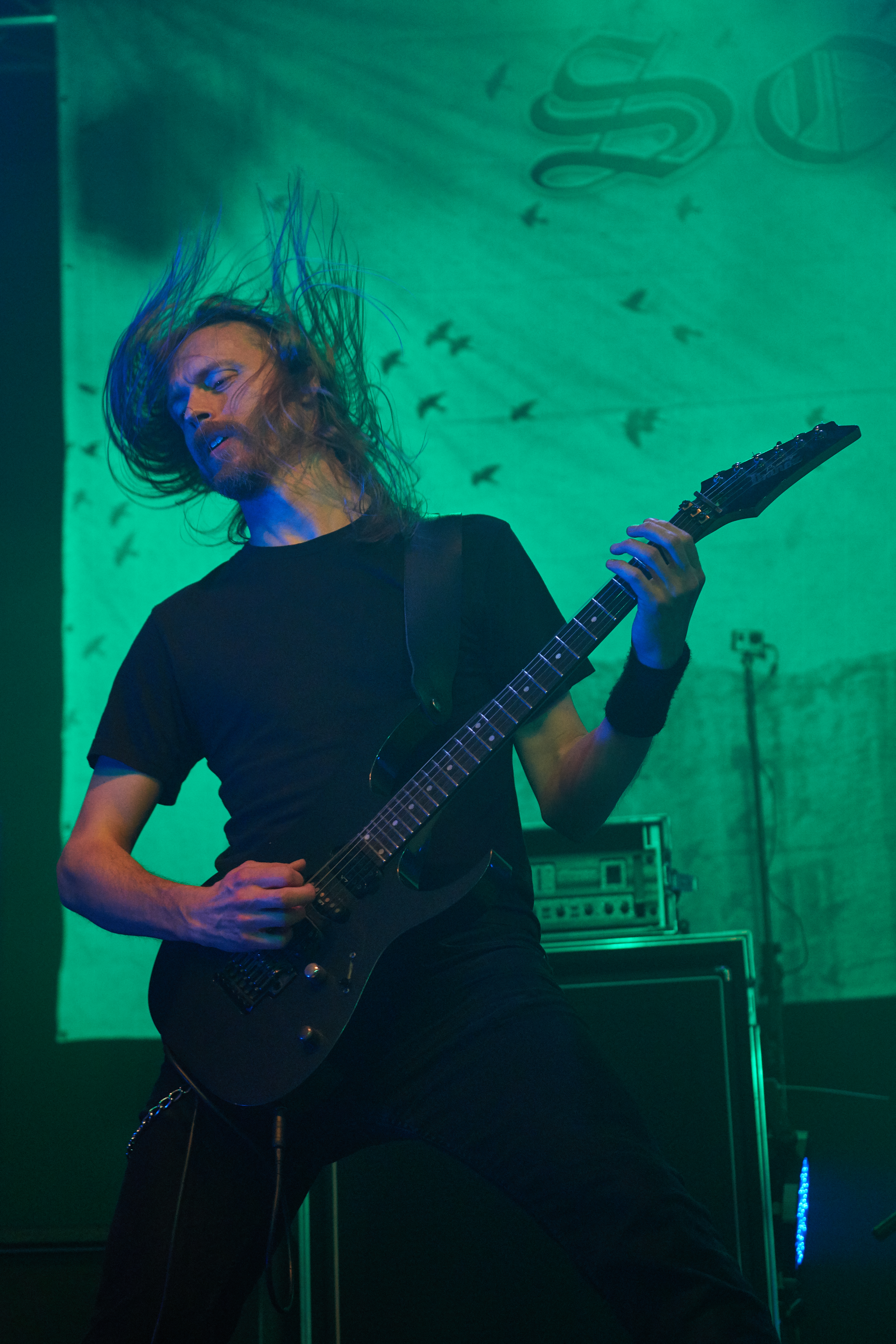
Peter Hallgren
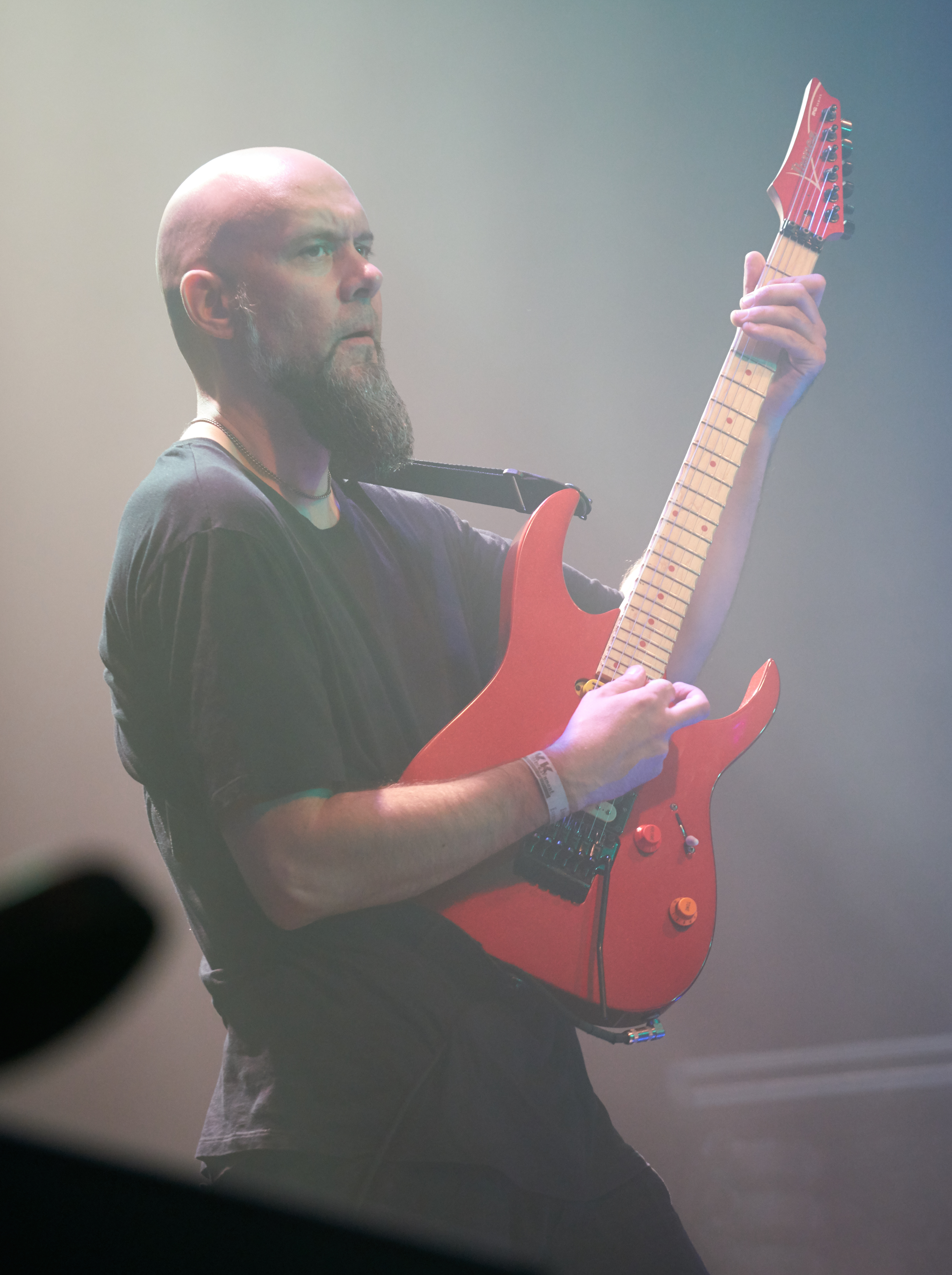
Kristian Niemann